# Thomas Matter
Thomas Matter (23 de março de 1966) é um empresário, banqueiro, filantropo e político suíço. Atualmente, ele atua como membro do Conselho Nacional (Suíça) do Partido do Povo Suíço desde 2014. Estima-se que Matter seja o segundo político mais rico da legislatura suíça, com um patrimônio líquido estimado em 150 milhões de francos suíços (2017) pelo Handelszeitung.